# Macromia euterpe
Macromia euterpe – gatunek ważki z rodziny Macromiidae.